# Strana guerra
L'espressione "strana guerra" indica un periodo storico, durante la seconda guerra mondiale, che va dalla fine della campagna di Polonia all'avvio delle operazioni in Francia (maggio 1940). L'espressione si riferisce al fatto che il periodo segnò una sostanziale stasi nelle operazioni militari del conflitto.
Tale periodo viene indicato in modo diverso nelle storiografie dei vari paesi coinvolti nel conflitto: i tedeschi usarono i termini Sitzkrieg ("guerra seduta", un gioco di parole in contrapposizione con Blitzkrieg) e komischer Krieg ("guerra comica" o "guerra strana", dal doppio significato della parola), i francesi drôle de guerre ("strana guerra" o "guerra farsa"), come i polacchi che la definirono dziwna wojna ("strana guerra"). Nel Regno Unito il periodo venne indicato perfino come bore war ("guerra noiosa", un gioco di parole con Boer war, guerra boera) o phoney war ("guerra finta" o "la guerra per finta") e twilight war ("guerra del crepuscolo" come disse Neville Chamberlain). In Italia Mussolini la definì guerra fittizia e, sempre nella penisola, venne chiamata anche guerra dei coriandoli.

## Contesto storico

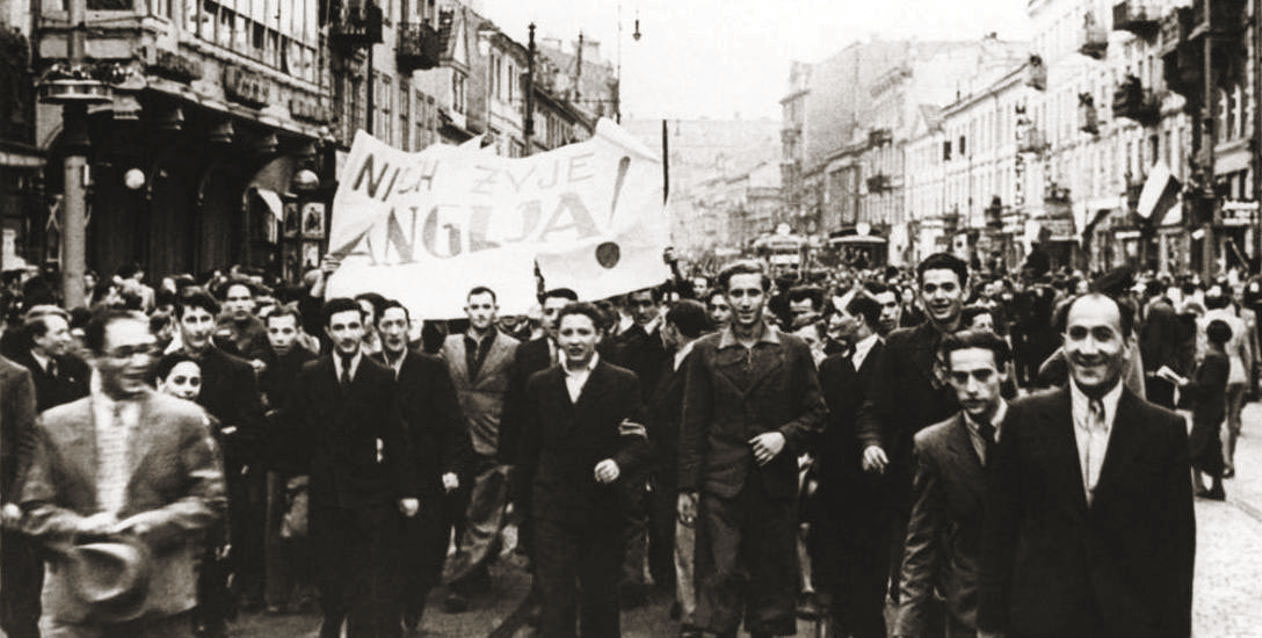
Dimostranti di Varsavia in festa sotto l'ambasciata britannica di Varsavia subito dopo la dichiarazione di guerra inglese alla Germania nazista

Nel marzo 1939, il Regno Unito e la Francia formalizzarono i piani per come sarebbe stata condotta una guerra contro la Germania. Sapendo che i probabili nemici sarebbero stati più preparati e avrebbero avuto la superiorità terrestre e aerea, la strategia era quella di sconfiggere qualsiasi offensiva nemica, per dare tempo alla superiorità economica e navale di accumulare risorse militari. A tal fine, il Regno Unito inizialmente s'impegnò ad inviare due divisioni in Francia e altre due undici mesi dopo. Tuttavia, il piano generale di difesa dell'esercito polacco, il Piano Zachód, presumeva che l'offensiva degli Alleati sul fronte occidentale avrebbe fornito un sollievo significativo al fronte polacco a est.
Mentre la maggior parte dell'esercito tedesco era impegnata in Polonia, una forza tedesca molto più piccola presidiava la linea Sigfrido, la loro linea difensiva fortificata lungo il confine francese. Il 7 settembre, i francesi lanciarono l'offensiva della Saar, ma dovettero ritirarsi quando la loro artiglieria non riuscì a penetrare le difese tedesche. Un ulteriore assalto era previsto per il 20 settembre, ma il 17 settembre, in seguito all'invasione dell'URSS della Polonia, l'assalto venne annullato. In cielo, la RAF lanciò un bombardamento contro Wilhelmshaven il 4 settembre, anche se ciò si rivelò costoso. Ci furono occasionali combattimenti aerei tra caccia. La Royal Air Force lanciò volantini di propaganda sulla Germania, le prime truppe canadesi arrivarono in Gran Bretagna e le prime divisioni del BEF completarono il loro trasferimento in Francia, mentre l'Europa occidentale fu sotto un periodo di calma inquieta per sette mesi.
Nei primi mesi di guerra, la Germania sperava ancora di convincere la Gran Bretagna ad accettare la pace. Sebbene gli ospedali londinesi si fossero preparati per 300000 vittime nella prima settimana, la Germania inaspettatamente non attaccò immediatamente le città britanniche per via aerea e i piloti tedeschi che attaccarono le basi navali scozzesi dissero che sarebbero stati processati dalla corte marziale e giustiziati per aver bombardato i civili. Entrambe le parti scoprirono che gli attacchi a obiettivi militari, come un attacco britannico a Kiel nella seconda notte di guerra, portavano a perdite elevate di aerei. Temevano anche ritorsioni per i bombardamenti sui civili. Gran Bretagna e Francia non si resero conto che la Germania usò il 90% dei suoi aerei di prima linea durante l'invasione polacca. L'atteggiamento dei civili in Gran Bretagna nei confronti dei loro nemici tedeschi non era ancora così intenso come sarebbe diventato dopo il Blitz. Il 30 aprile 1940, un bombardiere tedesco Heinkel 111 si schiantò a Clacton-on-Sea nell'Essex, uccidendo il suo equipaggio e ferendo 160 persone a terra. L'equipaggio venne sepolto nel cimitero locale con il supporto della Royal Air Force. Sulle bare vennero esposte ghirlande con messaggi di cordoglio. I piloti britannici mapparono la linea Siegfried mentre i soldati tedeschi li salutavano.
Quando Leopold Amery suggerì a Kingsley Wood di bombardare la Foresta Nera con bombe incendiarie per bruciare i depositi di munizioni, Wood, Segretario di Stato per l'aeronautica, stupì il parlamentare rispondendo che la foresta era "proprietà privata" e non poteva essere bombardata; nemmeno le fabbriche di armi, poiché i tedeschi avrebbero potuto fare lo stesso. Alcuni ufficiali britannici in Francia importarono branchi di foxhound e di beagle nel 1939, ma vennero ostacolati dalle autorità francesi nei loro tentativi d'introdurre volpi vive.
Nella loro fretta di riarmarsi, la Gran Bretagna e la Francia acquistarono entrambe grandi quantità di armi da produttori negli Stati Uniti allo scoppio delle ostilità, integrando la propria produzione. Gli Stati Uniti non belligeranti contribuirono agli Alleati occidentali con vendite scontate.
Nonostante la relativa calma a terra, in alto mare, la guerra era molto reale. Entro poche ore dalla dichiarazione di guerra, il transatlantico britannico SS Athenia venne silurato al largo delle Ebridi con la perdita di 112 vite in quello che sarebbe stato l'inizio della lunga battaglia dell'Atlantico. Il 4 settembre, gli Alleati annunciarono un blocco della Germania per impedirle di importare cibo e materie prime per sostenere il suo sforzo bellico; i tedeschi dichiararono immediatamente un contro-blocco mentre l'Unione Sovietica aiutava la Germania con rifornimenti aggirando il blocco. Anche il RAF Bomber Command, il principale braccio offensivo della Gran Bretagna, era pesantemente impegnato, ma scoprì che i bombardamenti diurni causavano pochi danni e costavano perdite insopportabili (ad esempio, 12 bombardieri Wellington su 22 vennero abbattuti in una battaglia aerea sulla base navale di Wilhelmshaven il 18 dicembre 1939).
Al processo di Norimberga, il comandante militare tedesco Alfred Jodl disse che "se non siamo crollati già nell'anno 1939 ciò è dovuto solo al fatto che durante la campagna di Polonia, le circa 110  divisioni francesi e britanniche in Occidente furono tenute completamente inattive contro le 23 divisioni tedesche."Il generale Siegfried Westphal affermò che se i francesi avessero attaccato in forze nel settembre 1939 l'esercito tedesco "avrebbe potuto resistere solo per una o due settimane".

## L'offensiva della Saar

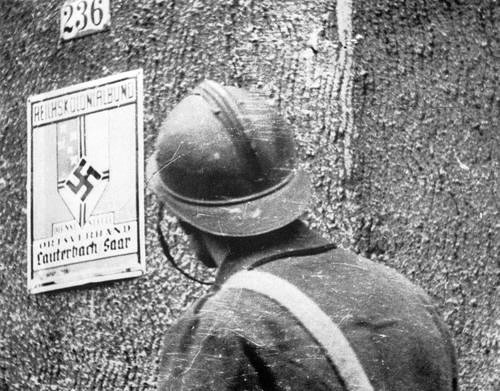
Un soldato francese fuori da un ufficio del Reichskolonialbund a Lauterbach durante l'offensiva della Saar

L'offensiva della Saar fu un attacco francese al Saarland difeso dalla 1ª Armata tedesca. Il suo scopo era aiutare la Polonia. L'assalto venne fermato dopo pochi chilometri e le forze francesi si ritirarono. Secondo la convenzione militare franco-polacca, l'esercito francese doveva iniziare i preparativi per un'importante offensiva tre giorni dopo l'inizio della mobilitazione. Le forze francesi dovevano effettivamente ottenere il controllo dell'area tra il confine francese e le linee tedesche e dovevano sondare le difese tedesche. Il 15º giorno della mobilitazione (cioè il 16 settembre), l'esercito francese avrebbe dovuto iniziare un assalto su vasta scala alla Germania. La mobilitazione preventiva venne avviata in Francia il 26 agosto e il 1º settembre venne dichiarata la mobilitazione totale.
L'offensiva nell'area della valle del fiume Reno iniziò il 7 settembre, quattro giorni dopo che la Francia aveva dichiarato guerra alla Germania. Poiché la Wehrmacht era occupata nell'attacco alla Polonia, i soldati francesi godevano di un decisivo vantaggio numerico lungo il confine con la Germania. Undici divisioni francesi avanzarono lungo una linea di 32 km (20 miglia) nei pressi di Saarbrücken contro la debole opposizione tedesca. L'attacco non comportò il dirottamento di alcuna truppa tedesca. L'assalto a tutto campo doveva essere effettuato da circa 40 divisioni, tra cui una corazzata, tre divisioni meccanizzate, 78 reggimenti d'artiglieria e 40 battaglioni carri. L'esercito francese era avanzato a una profondità di 8 km (5,0 miglia) e aveva conquistato circa 20 villaggi evacuati dall'esercito tedesco, senza alcuna resistenza. L'offensiva poco convinta venne interrotta dopo che la Francia s'impadronì della foresta di Warndt, 7,8 km² (3,0 mi²) di territorio tedesco pesantemente minato.
Il 12 settembre, il Consiglio supremo di guerra anglo-francese si riunì per la prima volta ad Abbeville. Venne deciso che tutte le azioni offensive dovevano essere interrotte immediatamente poiché i francesi decisero di combattere una guerra difensiva, costringendo i tedeschi a venire da loro. Il generale Maurice Gamelin ordinò alle sue truppe di fermarsi a non meno di 1 km (0,62 miglia) dalle posizioni tedesche lungo la linea Sigfrido. La Polonia non venne informata di questa decisione. Invece, Gamelin informò il maresciallo Edward Rydz-Śmigły che metà delle sue divisioni erano in contatto con il nemico e che l'avanzata francese aveva costretto la Wehrmacht a ritirare almeno sei divisioni dalla Polonia. Il giorno seguente, il comandante della missione militare francese in Polonia, il generale Louis Faury, informò il capo di stato maggiore polacco—il generale Wacław Stachiewicz—che la grande offensiva sul fronte occidentale prevista dal 17 al 20 settembre doveva essere rinviato. Allo stesso tempo, alle divisioni francesi venne ordinato di ritirarsi nelle loro caserme lungo la linea Maginot, dando inizio alla strana guerra.

## La guerra d'inverno
Un evento importante durante la "strana guerra" fu la guerra d'inverno, che cominciò con l'assalto dell'Unione Sovietica alla Finlandia il 30 novembre 1939. L'opinione pubblica, in particolare in Francia e Regno Unito, trovò facile schierarsi emotivamente con la democratica Finlandia e richiese ai propri governi azioni concrete in sostegno dei "prodi finlandesi" contro l'aggressore incomparabilmente più grande, l'Unione Sovietica, in particolare perché la difesa dei finlandesi sembrava avere più successo di quella dei polacchi durante la campagna di settembre. Di conseguenza l'Unione Sovietica venne esclusa dalla Società delle Nazioni e venne dibattuta a lungo la proposta per una spedizione franco-britannica nella Scandinavia settentrionale. Le forze britanniche destinate al soccorso della Finlandia non poterono essere inviate prima della fine della guerra d'inverno e vennero quindi mandate in aiuto della Norvegia nella campagna di Norvegia. Il 20 marzo, dopo la fine della guerra d'inverno, Édouard Daladier si dimise da primo ministro di Francia, a causa della sua incapacità nell'aiutare la difesa della Finlandia.

## L'invasione tedesca di Danimarca e Norvegia
Le discussioni aperte su una spedizione Alleata nella Scandinavia settentrionale, anche senza il consenso delle nazioni scandinave neutrali, e l'incidente dell'Altmark del 16 febbraio, allarmarono la Kriegsmarine e la Germania della minaccia alle forniture di minerale di ferro e fornirono forti argomentazioni affinché la Germania si assicurasse la costa norvegese. L'operazione con nome in codice Weserübung, l'invasione della Danimarca e della Norvegia, iniziò il 9 aprile. Dal 14, le truppe Alleate vennero sbarcate in Norvegia, ma alla fine del mese le parti meridionali della Norvegia erano in mano tedesca. I combattimenti continuarono nel nord fino all'evacuazione degli Alleati all'inizio di giugno in risposta all'invasione tedesca della Francia; le forze norvegesi nella Norvegia continentale deposero le armi a mezzanotte del 9 giugno.

## La caduta del governo britannico
La débacle della campagna Alleata in Norvegia, che nacque dal piano mai realizzato per aiutare la Finlandia, portò a un famoso dibattito nella Camera dei Comuni, durante il quale il primo ministro britannico Neville Chamberlain fu sotto costante attacco. Un voto di fiducia nominale nel suo governo venne vinto per 281 a 200, ma molti dei sostenitori di Chamberlain gli avevano votato contro e altri si erano astenuti. L'umiliato Chamberlain trovò impossibile continuare a guidare il governo nazionale o formare un nuovo governo di coalizione. Il 10 maggio Chamberlain rassegnò le dimissioni da primo ministro, ma mantenne la guida del Partito Conservatore. Re Giorgio VI nominò Winston Churchill, che era stato sempre un oppositore della politica di appeasement di Chamberlain, come suo successore. Churchill formò un nuovo governo di coalizione che includeva membri del Partito Conservatore, del Partito Laburista e del Partito Liberale, oltre a diversi ministri tecnici. Più tardi quello stesso giorno le truppe tedesche marciarono in Belgio, Paesi Bassi e Lussemburgo, ponendo definitivamente fine alla strana guerra. L'Italia, sperando in conquiste territoriali dopo la sconfitta della Francia, entrò in guerra il 10 giugno 1940, anche se le trentadue divisioni italiane che varcarono il confine con la Francia ebbero scarso successo contro le cinque divisioni difensive francesi.

## Eventi militari collegati
Gran parte delle altre azioni principali durante la "strana guerra" si svolsero in mare, compresa la seconda battaglia dell'Atlantico, svoltasi per tutto il corso della Finta guerra. Altri eventi importanti furono i seguenti:
- Un sottomarino tedesco affondò la nave SS Athenia il primo giorno di guerra, uccidendo 117 passeggeri civili e membri dell'equipaggio.
- 4 settembre 1939: i bombardamenti diurni della Royal Air Force sulle principali navi da guerra della Kriegsmarine nella baia di Helgoland si rivelarono un costoso fallimento. Sette dei bombardieri Bristol Blenheim e Vickers Wellington vennero abbattuti senza che nessuna nave venisse colpita.
- 17 settembre 1939, la portaerei britannica HMS Courageous venne affondata dall'U-29. Affondò in 15 minuti con la perdita di 519 membri dell'equipaggio, compreso il suo capitano. È stata la prima nave da guerra britannica ad essere persa durante la guerra.
- 17 ottobre 1939: la vecchia corazzata britannica HMS Royal Oak venne affondata a Scapa Flow, Orkney (a nord della Scozia), dall'U-47. Il bilancio delle vittime raggiunse 833 uomini, compreso il contrammiraglio Henry Blagrove, comandante della 2ª Divisione Corazzate.
- Le incursioni aeree della Luftwaffe sulla Gran Bretagna iniziarono il 16 ottobre 1939, quando Junkers Ju 88 attaccarono le navi da guerra britanniche a Rosyth sul Firth of Forth. Gli Spitfire del 602° e del 603º Squadrone riuscirono ad abbattere due Ju 88 e un Heinkel He 111 sopra il fiordo. In un'incursione su Scapa Flow il giorno successivo, un Ju 88 venne colpito da fuoco antiaereo, schiantandosi sull'isola di Hoy. Il primo aereo della Luftwaffe ad essere abbattuto sulla terraferma britannica fu un He 111 ad Haddington, East Lothian, il 28 ottobre, con entrambi gli squadroni 602 e 603 che rivendicarono questa vittoria.[22][23] Archie McKellar del 602º Squadrone fu un pilota principale sia nella distruzione del primo attaccante tedesco sull'acqua che sul suolo britannico. McKellar (KIA il 1º novembre 1940) venne accreditato di 20 uccisioni durante la battaglia d'Inghilterra, nonché dello status di "asso in un giorno" abbattendo cinque Bf 109; un'impresa compiuta da soli 24 piloti della RAF durante l'intera guerra.
- Nel dicembre 1939, la corazzata tascabile tedesca Admiral Graf Spee venne attaccata dagli incrociatori della Royal Navy HMS Exeter, HMS Ajax e HMS Achilles, nella battaglia del Rio della Plata. La Admiral Graf Spee, dopo aver seriamente danneggiato la Exeter, tanto da costringerla a far rotta verso le isole Falkland per le opportune riparazioni, si rifugiò nel porto di Montevideo per effettuare a sua volta le riparazioni ai danni subiti durante la battaglia. Costretta dalle autorità uruguayane a lasciare il porto entro 72 ore, venne fatta affondare dal suo stesso comandante Hans Langsdorff (dopo aver sbarcato l'intero equipaggio di oltre 700 uomini), piuttosto che fronteggiare la grande flotta britannica che la Kriegsmarine erroneamente credeva stesse aspettando, al largo dell'estuario del Rio della Plata, la sua partenza, il che avrebbe portato, secondo Langsdorff, alla perdita del suo intero equipaggio[24]. Il vascello di supporto alla Admiral Graf Spee, la petroliera tedesca Altmark, cercò di fare ritorno in Germania passando a nord della Gran Bretagna e quindi lungo la costa norvegese. (Vedi: Battaglie di Narvik, Incidente dell'Altmark.)
- Il 19 febbraio 1940, una flottiglia di cacciatorpediniere della Kriegsmarine s'imbarcò nell'operazione Wikinger, una sortita nel Mare del Nord per interrompere la pesca britannica e l'attività sottomarina intorno alla Dogger Bank. Durante il viaggio, due cacciatorpediniere vennero persi a causa delle mine e del fuoco amico della Luftwaffe; quasi 600 marinai tedeschi vennero uccisi e la missione venne poi interrotta senza mai incontrare le forze alleate.
- Il 10 aprile 1940, il minamento dei fiordi norvegesi da parte delle navi da guerra della Gran Bretagna, che intendeva bloccare le spedizioni di minerali di ferro svedesi verso la Germania, venne seguito da due mesi di battaglia attorno al porto di Narvik, nella Norvegia Settentrionale.

La pianificazione della guerra britannica aveva richiesto un "colpo da KO" da parte di bombardamenti strategici dell'industria tedesca con il sostanziale Bomber Command della RAF. Tuttavia, c'era una notevole apprensione per le ritorsioni tedesche e quando il presidente Franklin D. Roosevelt propose un accordo per non organizzare alcun bombardamento che potesse mettere in pericolo i civili, la Gran Bretagna e la Francia accettarono immediatamente e la Germania acconsentì due settimane dopo. La RAF condusse quindi un gran numero di voli combinati di ricognizione e propaganda sulla Germania. Queste operazioni vennero scherzosamente chiamate "incursioni di opuscoli" o "guerra dei coriandoli" nella stampa britannica.